# Psychoda sinuosa
Psychoda sinuosa är en tvåvingeart som beskrevs av Wagner 1978. Psychoda sinuosa ingår i släktet Psychoda och familjen fjärilsmyggor.
Artens utbredningsområde är Nordkorea. Inga underarter finns listade i Catalogue of Life.